# Zofia Raciborska

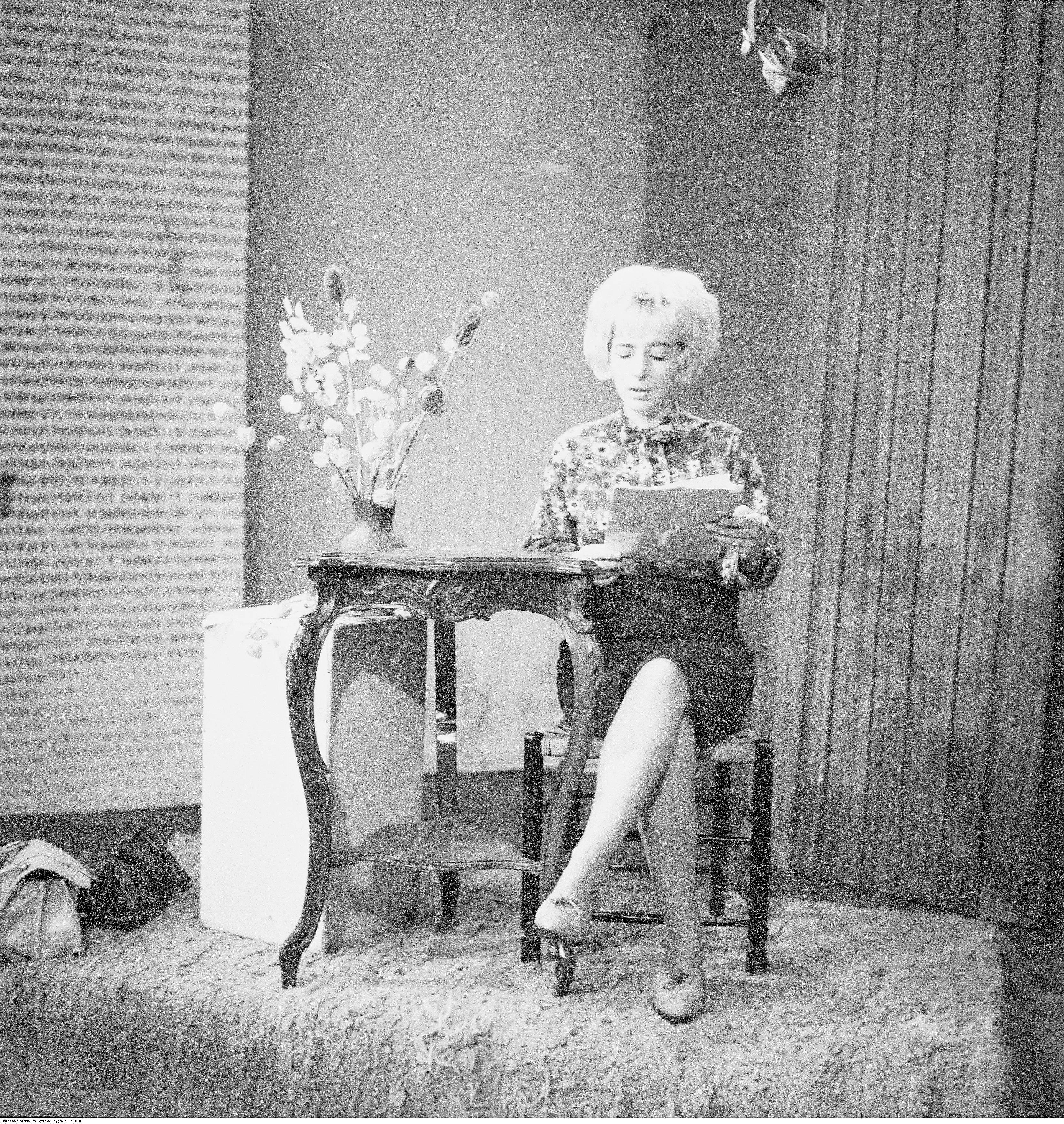
Zofia Raciborska jako narratorka „Pani Zosia” z dobranocki „Jacek i Agatka” (1968)

Zofia Raciborska, Zofia Raciborska-Zielińska (ur. 17 listopada 1924 w Warszawie, zm. 25 kwietnia 2004 tamże) – polska aktorka telewizyjna i  głosowa.
Brała udział w powstaniu warszawskim jako łączniczka w Zgrupowaniu AK Krybar. Po wojnie studiowała aktorstwo w Studiu Iwo Galla w Krakowie i również w Krakowie rozpoczęła pracę w teatrze. Od lat 50. związana z Warszawą, m.in. Teatrem Dzieci Warszawy.
Specjalistka dubbingu; pracowała w Polskim Radiu i Telewizji Polskiej. Najbardziej znaną rolą była postać Pani Zosi w telewizyjnych dobranockach Jacek i Agatka (1962–1973), gdzie użyczała głosu także tytułowym bohaterom. Za ten program w 1963 została laureatką nagrody Komitetu ds. Radia i TV.
Pochowana została na cmentarzu parafialnym w Rembertowie.

## Filmografia
- 1958: Szewczyk Kopytko – szewczyk Kopytko (głos)
- 1962: Jestem dorosły
- 1962-1973: Jacek i Agatka –
  - Jacek (głos),
  - Agatka (głos),
  - pani Zosia
- 1973: Miś Kudłatek – Miś Kudłatek (głos)

## Polski dubbing
- 1956: Błękitna Mewa – Tomek
- 1956: Marynarzu strzeż się! – pani Lack
- 1956: Ja i mój dziadek – Osoli
- 1958: Chorągwie na wieżach
- 1958: Więźniowie Lamparciego Jaru – Gatik
- 1960: Pięciu z wyspy skarbów – Janka
- 1960: Sombrero
- 1961: Bambi – Tuptuś (pierwsza wersja)
- 1961: Alicja w Krainie Czarów –
  - Suseł,
  - Różyczka
- 1962: Piotruś Pan – Michaś Darling
- 1962: Pinokio – Pinokio
- 1962: Zakochany kundel –
  - Sim,
  - Am
- 1962: Tomcio Paluch – Tomcio Paluch
- 1962: Ulica Andrzeja Krutikowa – Andrzejek
- 1962: Wakacyjne przygody – Komarow
- 1963: Przygody Hucka – Huckleberry Finn
- 1963: Nasz kochany potwór – David
- 1963: Ocean Lodowaty wzywa – Tonda
- 1963: Dziecięce marzenia – Misza (nowela 3.)
- 1963: Wesołe historie – Staś
- 1964: Grzeszny anioł – Szurik
- 1964: Kapitan – Waneto
- 1964: Bajka o zmarnowanym czasie – Młody Pietia
- 1965: Wspomnienia z wakacji – Dato
- 1965: Piotruś partyzant – Piotruś
- 1968: Niewidzialny batalion – Miha
- 1968: Anna Karenina – Sierioża
- 1969: Człowiek z Hongkongu – Suzy Ponchabert
- 1970: Dżamila – Seit
- 1973: Czekamy na ciebie – brat Timura